# China Open 2023
Il China Open 2023 è stato un torneo di tennis giocato sui campi di cemento all'aperto. È stata la 22ª edizione del torneo maschile, che appartiene al circuito ATP 500 nell'ambito dell'ATP Tour 2023, e la 24ª del torneo femminile facente parte della categoria WTA 1000 nell'ambito del WTA Tour 2023. Gli incontri maschili si sono disputati dal 28 settembre al 4 ottobre 2023, mentre quelli femminili dal 30 settembre all'8 ottobre 2023. Entrambi i tornei si son giocati all'Olympic Green Tennis Centre di Pechino, Cina.

## Partecipanti ATP

### Teste di serie
| Nazionalità | Giocatore          | Ranking* | Testa di serie |
| ----------- | ------------------ | -------- | -------------- |
| Spagna      | Carlos Alcaraz     | 2        | 1              |
|             | Daniil Medvedev    | 3        | 2              |
| Danimarca   | Holger Rune        | 4        | 3              |
| Grecia      | Stefanos Tsitsipas | 5        | 4              |
|             | Andrej Rublëv      | 6        | 5              |
| Italia      | Jannik Sinner      | 7        | 6              |
| Norvegia    | Casper Ruud        | 9        | 7              |
| Germania    | Alexander Zverev   | 10       | 8              |

* Ranking al 18 settembre 2023.

### Altri partecipanti
I seguenti giocatori hanno ricevuto una wildcard per il tabellone principale:
- Mackenzie McDonald
- Shang Juncheng
- Zhou Yi

Il seguente giocatore è entrato in tabellone come special exempt:
- Yoshihito Nishioka

I seguenti giocatori sono passati dalle qualificazioni:

- Jeffrey John Wolf
- Lloyd Harris
- Yannick Hanfmann
- Matteo Arnaldi

### Ritiri
Prima del torneo
- Roberto Bautista Agut → sostituito da  Andy Murray
- Matteo Berrettini → sostituito da  Jan-Lennard Struff
- Pablo Carreño Busta → sostituito da  Tomás Martín Etcheverry
- Taylor Fritz → sostituito da  Nicolás Jarry
- Frances Tiafoe → sostituito da  Ugo Humbert

## Partecipanti doppio ATP

### Teste di serie
| Nazionalità | Giocatore         | Nazionalità | Giocatore              | Ranking* | Teste di serie |
| ----------- | ----------------- | ----------- | ---------------------- | -------- | -------------- |
| Croazia     | Ivan Dodig        | Stati Uniti | Austin Krajicek        | 3        | 1              |
| Paesi Bassi | Wesley Koolhof    | Regno Unito | Neal Skupski           | 7        | 2              |
| Argentina   | Máximo González   | Argentina   | Andrés Molteni         | 19       | 3              |
| Messico     | Santiago González | Francia     | Édouard Roger-Vasselin | 23       | 4              |

* Ranking al 18 settembre 2023.

### Altri partecipanti
Le seguenti coppie di giocatori hanno ricevuto una wildcard per il tabellone principale: 
- Cui Jie /  Wang Aoran
- Sun Fajing /  Zhou Yi

La seguente coppia di giocatori è entrata in tabellone con il ranking protetto:
- Marcelo Melo /  Alexander Zverev

La seguenti coppia di giocatori è passata dalle qualificazioni:
- Alexander Erler /  Lucas Miedler

### Ritiri
Prima del torneo
- Rohan Bopanna /  Matthew Ebden → sostituiti da  Tomás Martín Etcheverry /  Nicolás Jarry
- Rajeev Ram /  Joe Salisbury → sostituiti da  Marcelo Melo /  Alexander Zverev

## Partecipanti singolare WTA

### Teste di serie
| Nazionalità | Giocatrice           | Ranking* | Testa di serie |
| ----------- | -------------------- | -------- | -------------- |
|             | Aryna Sabalenka      | 1        | 1              |
| Polonia     | Iga Świątek          | 2        | 2              |
| Stati Uniti | Coco Gauff           | 3        | 3              |
| Stati Uniti | Jessica Pegula       | 4        | 4              |
| Kazakistan  | Elena Rybakina       | 5        | 5              |
| Grecia      | Maria Sakkarī        | 6        | 6              |
| Tunisia     | Ons Jabeur           | 7        | 7              |
| Rep. Ceca   | Markéta Vondroušová  | 8        | 8              |
| Francia     | Caroline Garcia      | 9        | 10             |
| Rep. Ceca   | Barbora Krejčíková   | 12       | 10             |
|             | Dar'ja Kasatkina     | 13       | 11             |
| Rep. Ceca   | Petra Kvitová        | 14       | 12             |
| Lettonia    | Jeļena Ostapenko     | 17       | 13             |
|             | Viktoryja Azaranka   | 18       | 14             |
| Brasile     | Beatriz Haddad Maia  | 19       | 15             |
|             | Veronika Kudermetova | 16       | 16             |

* Le teste di serie sono basate sul ranking del 25 settembre 2023, il ranking è al 2 ottobre 2023.

#### Altre partecipanti
Le seguenti giocatrici hanno ricevuto una wild card per il tabellone principale:
- Wang Xiyu
- Sofia Kenin
- Tian Fangran
- Vera Zvonarëva
- Yuan Yue

La seguenti giocatrici sono entrate in tabellone con il ranking protetto:
- Jennifer Brady
- Anastasija Pavljučenkova
- Daria Saville

Le seguenti giocatrici sono passate dalle qualificazioni:

- Mirra Andreeva
- Kateryna Baindl
- Katie Boulter
- Magdalena Fręch
- Ashlyn Krueger
- Eva Lys
- Julija Putinceva
- Peyton Stearns

#### Ritiri
Prima del torneo
- Irina-Camelia Begu → sostituita da  Daria Saville
- Belinda Bencic → sostituita da  Linda Fruhvirtová
- Danielle Collins → sostituita da  Lesja Curenko
- Madison Keys → sostituita da  Wang Xinyu
- Karolína Muchová → sostituita da  Sara Sorribes Tormo
- Karolína Plíšková → sostituita da  Martina Trevisan
- Sloane Stephens → sostituita da  Kateřina Siniaková
- Elina Svitolina → sostituita da  Tatjana Maria

## Partecipanti doppio WTA

### Teste di serie
| Nazione       | Giocatrice         | Nazione       | Giocatrice         | Ranking* | Testa di serie |
| ------------- | ------------------ | ------------- | ------------------ | -------- | -------------- |
| Australia     | Storm Hunter       | Belgio        | Elise Mertens      | 3        | 1              |
| Stati Uniti   | Coco Gauff         | Stati Uniti   | Jessica Pegula     | 8        | 2              |
| Rep. Ceca     | Barbora Krejčiková | Rep. Ceca     | Kateřina Siniaková | 9        | 3              |
| Canada        | Gabriela Dabrowski | Nuova Zelanda | Erin Routliffe     | 24       | 4              |
| Stati Uniti   | Desirae Krawczyk   | Paesi Bassi   | Demi Schuurs       | 24       | 5              |
| Taipei cinese | Hsieh Su-wei       | Cina          | Wang Xinyu         | 27       | 6              |
| Giappone      | Shūko Aoyama       | Giappone      | Ena Shibahara      | 31       | 7              |
| Germania      | Laura Siegemund    |               | Vera Zvonarëva     | 34       | 8              |

* Ranking al 25 settembre 2023.

### Altre partecipanti
Le seguenti coppie di giocatrici hanno ricevuto una wild card per il tabellone principale:
- Caroline Garcia /  Kristina Mladenovic
- Guo Hanyu /  Jiang Xinyu
- Wang Xiyu /  Yuan Yue

La seguente coppia di giocatrici é subentrata in tabellone come alternate:
- Elisabetta Cocciaretto /  Martina Trevisan

#### Ritiri
Prima del torneo
- Anna Blinkova /  Anastasija Potapova → sostituite da  Elisabetta Cocciaretto /  Martina Trevisan

## Punti
| Evento              | V     | F   | SF  | QF  | 3T  | 2T   | 1T   | Q    | Q2   | Q1   |
| Singolare maschile  | 500   | 300 | 180 | 90  | 45  | 0    | N.D. | 20   | 10   | 0    |
| Doppio maschile     | 500   | 300 | 180 | 90  | 0   | N.D. | N.D. | 45   | 25   | 0    |
| Singolare femminile | 1,000 | 650 | 390 | 215 | 120 | 65   | 10   | 30   | 20   | 2    |
| Doppio femminile    | 1,000 | 650 | 390 | 215 | 120 | 10   | N.D. | N.D. | N.D. | N.D. |

## Campioni

### Singolare maschile
Jannik Sinner ha sconfitto in finale  Daniil Medvedev con il punteggio di 7-6(2), 7-6(2).
• È il nono titolo in carriera per Sinner, il terzo in stagione.

### Singolare femminile
Iga Świątek ha sconfitto in finale  Ljudmila Samsonova con il punteggio di 6-2, 6-2.
- É il sedicesimo titolo in carriera per Świątek, il quinto della stagione.

### Doppio maschile
Ivan Dodig /  Austin Krajicek hanno sconfitto in finale  Wesley Koolhof /  Neal Skupski con il punteggio di 6(12)-7, 6-3, [10-5].

### Doppio femminile
Marie Bouzková /  Sara Sorribes Tormo hanno sconfitto in finale  Chan Hao-ching /  Giuliana Olmos con il punteggio di 3-6, 6-0, [10-4].